# 五顷塬回族乡
五顷塬回族乡是中华人民共和国甘肃省庆阳市正宁县下辖的一个民族乡。

## 行政区划
五顷塬回族乡下辖以下村级行政区划单位：
西头村、南邑村、龙咀子村、孟河村、西渠村、南邑桥木材检查站生活区、林总场林科所和中湾林场。